# メルケル細胞
メルケル細胞（英語: Merkel cell）は、軽い接触の感覚を感じるのに必要な楕円形の機械的受容体である。脊椎動物の皮膚に見られる。ヒトの指先等の感受性の高い皮膚に多く存在し、シナプスで体性感覚の求心性神経線維につながっている。希少だが悪性で扱いの難しい皮膚がんの一種であるメルケル細胞がんになりうる。
メルケル細胞は神経堤細胞に由来するという報告があるが、哺乳類を用いたより最近の研究では、その起源は上皮細胞であることが示されている。

## 構造

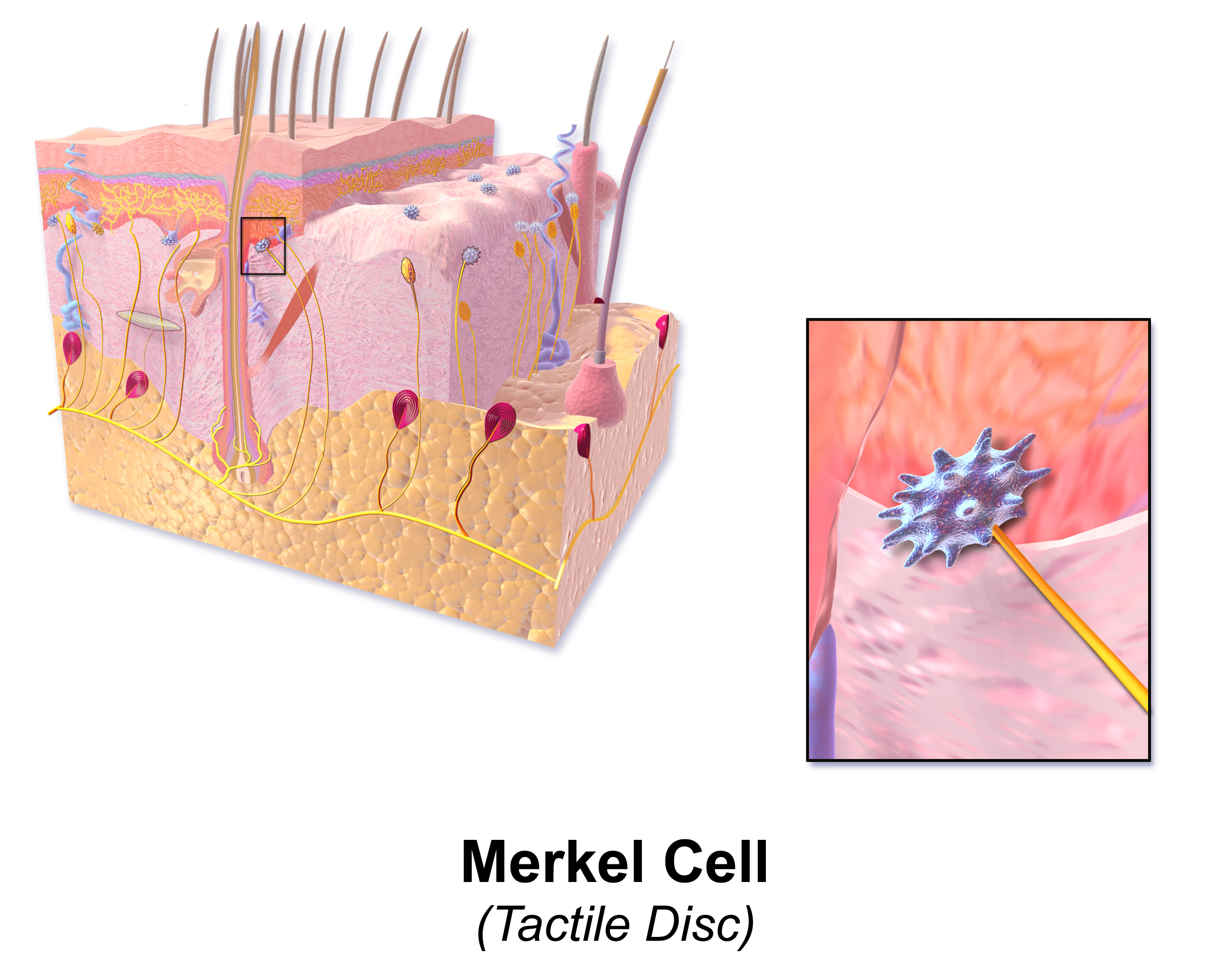

メルケル細胞は全ての生物の皮膚および粘膜の一部で見られる。哺乳類の皮膚では、表皮の基底層（汗管突起部の底）で見られる透明の細胞で、直径は約10μmである。表皮突起と呼ばれる足底表面の表皮の陥入部でも見られる。多くは感覚神経の神経終末と接続しており、メルケル神経終末（メルケル細胞-神経突起複合体）として知られる。これらは、遅順応型求心性神経線維につながる。5-15Hzの低周波の振動と深く静的な接触に反応する。受容野の狭さから、指先等に用いられており、長期間の圧力には反応しない。

### 議論
メルケル細胞の起源については、20年以上も議論されている。鳥の植皮実験からは神経堤細胞に由来すると示されるが、哺乳類の実験からは、上皮細胞由来であることが示される。

## 機能
ドイツの解剖学者フリードリヒ・メルケルは、これらの細胞を「接触細胞」 (Tastzellen) と呼ぼうとしたが、その機能を証明するのが難しく、議論が続いた。のちに、遺伝子ノックアウト・マウスにより、その機能が解明された。メルケル細胞は、顆粒の濃度が高く、神経内分泌機能を持つため、APUD細胞と考えられることもある。